# کدو تنبل

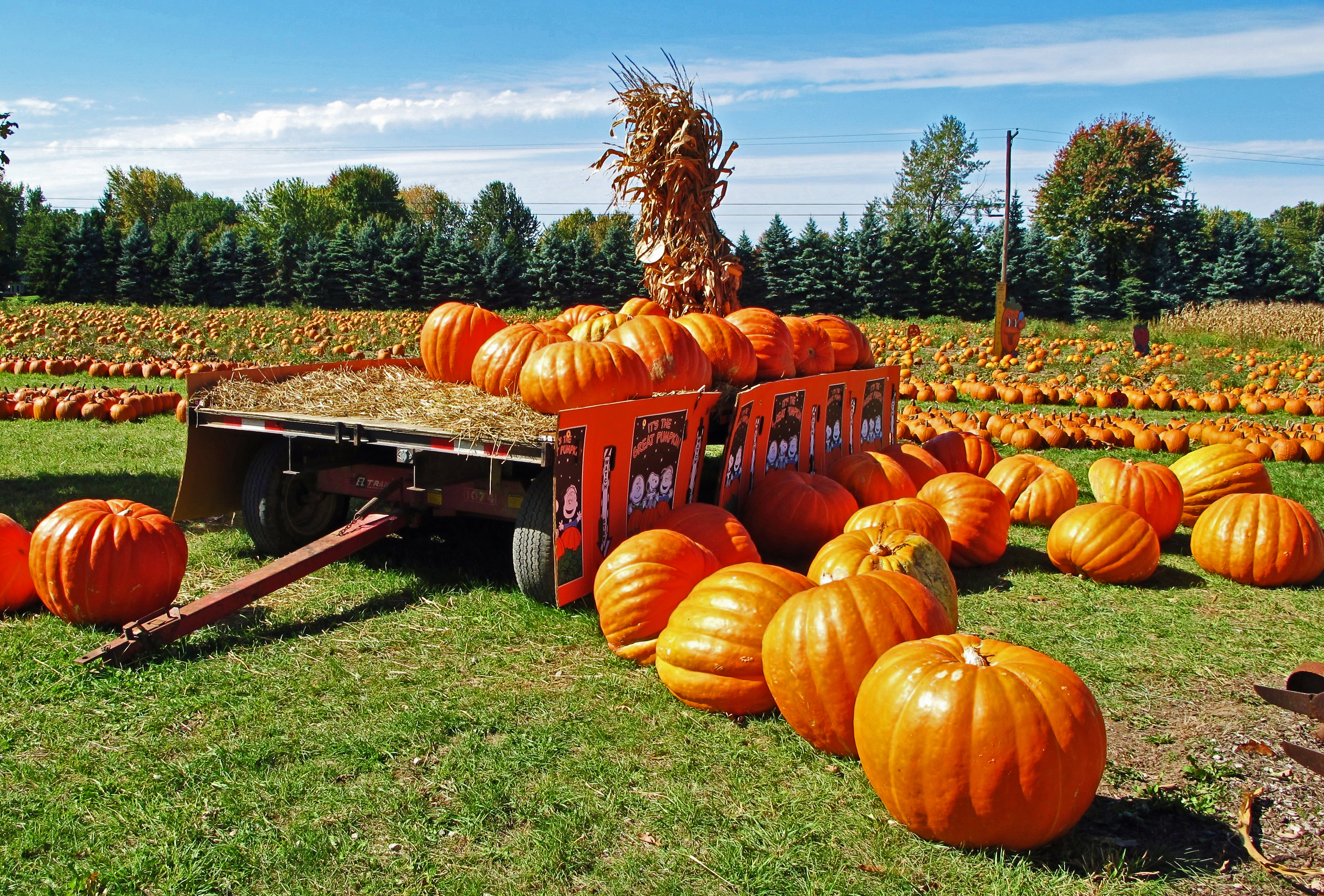

کدو تنبل میوه‌ای است از خانواده کدو که رنگ نارنجی دارد و به مصارف گوناگون می‌رسد. اندازهٔ این میوه می‌تواند بسیار بزرگ شود. بزرگ‌ترین کدو تنبل دنیا وزنی بیش از ۱۲۴۷ کیلوگرم وزن داشته است. کدو تنبل بسیار درشت بیضی‌شکل یا کروی و بیشتر اوقات دمبلی‌شکل است و وزن آن در حالت عادی به ۴۰ کیلوگرم هم می‌رسد که نوع بیضوی آن به خاطر استفاده از تخم آن کاشته می‌شود. به‌دلیل جثهٔ بزرگی که دارد به آن کدو تنبل گفته می‌شود.

## کشت
کدو تنبل در سرتاسر جهان به دلایل مختلفی، از اهداف کشاورزی (مانند خوراک دام) گرفته تا فروش تجاری و زینتی کشت می‌شود. از میان هفت قاره، تنها قطب جنوب قادر به تولید کدو تنبل نیست.

## مصرف خوراکی
کدو تنبل شیرین‌مزه است و پوست آن ضخیم و گوشتی است و از آن می‌توان برای تهیهٔ سوپ یا کیک استفاده کرد. دانه‌های درون کدو تنبل هم خوراکی هستند. تخمهٔ کدو که از همین دانه‌ها تهیه می‌شود، به‌صورت تنقلات به مصرف می‌رسد. همچنین، برگ‌های گیاه کدو تنبل و حتی گل آن هم مصرف خوراکی دارد.

## کدو تنبل در جشن‌ها

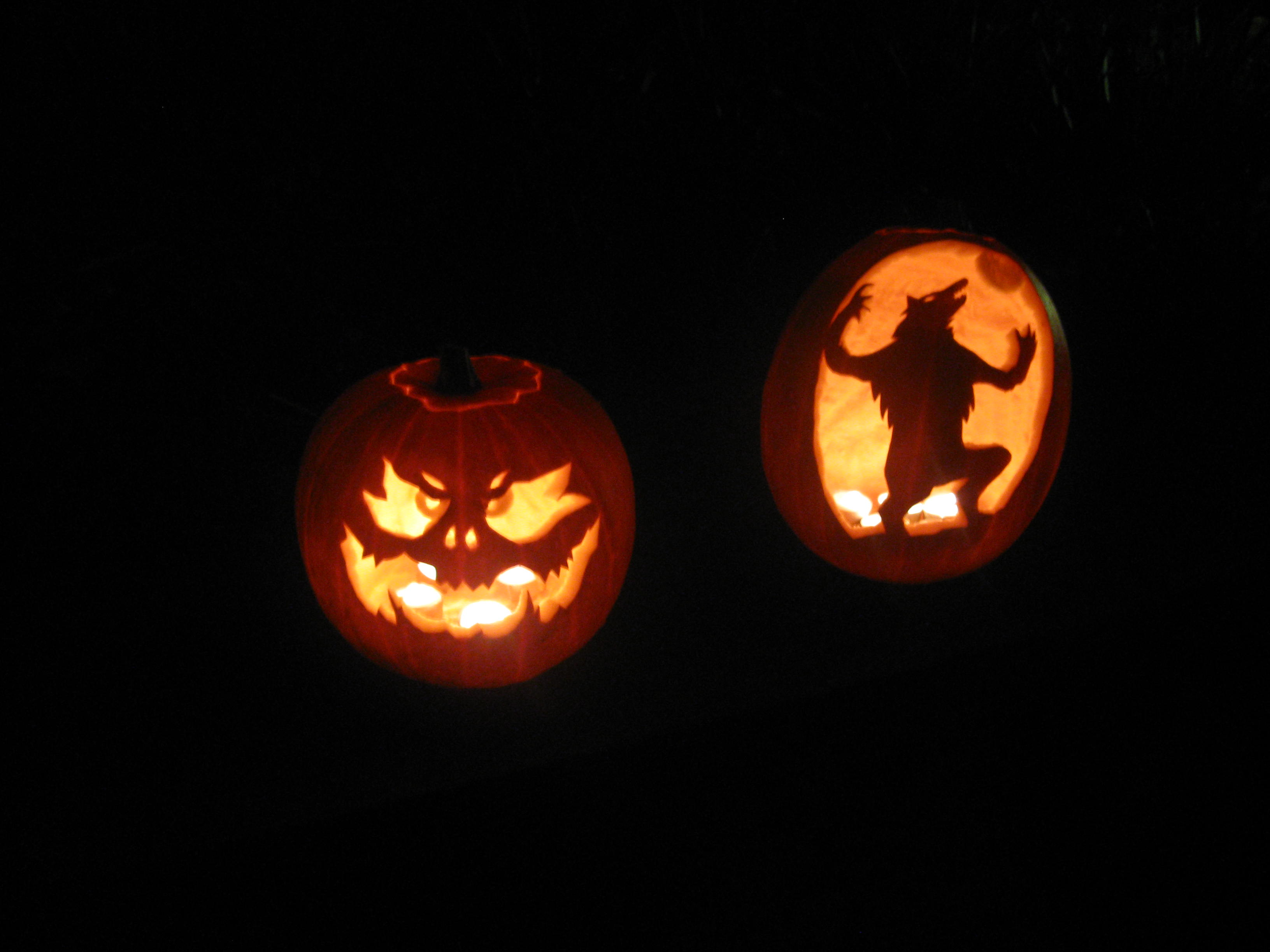
در جشن هالووین، کدو تنبل را کنده کاری می‌کنند.

در آمریکای شمالی، کدو تنبل علاوه بر مصرف خوراکی، کاربردِ تفریحی و فرهنگی هم دارد. در جشن هالووین، بسیاری از مردم کدو تنبل را به شکل‌های مختلف کنده‌کاری می‌کنند، بیشتر کدوهای کنده‌کاری‌شده، به شکل‌های ترسناک درآورده می‌شوند.